# Anton Pain Ratu
Anton Pain Ratu SVD (* 2. Januar 1929 in Tanah Boleng; † 6. Januar 2024 in Atambua) war ein indonesischer Ordensgeistlicher und römisch-katholischer Bischof von Atambua. 

## Leben
Anton Pain Ratu trat der Ordensgemeinschaft der Steyler Missionare bei und empfing am 17. August 1958 die Priesterweihe.
Papst Johannes Paul II. ernannte ihn am 2. April 1982 zum Weihbischof in Atambua und zum Titularbischof von Zaba. Der Bischof von Atambua, Theodorus van den Tillaart SVD, spendete ihm am 21. September desselben Jahres die Bischofsweihe; Mitkonsekratoren waren Francis Xavier Sudartanta Hadisumarta OCarm, Bischof von Malang, Donatus Djagom SVD, Erzbischof von Ende, und Gregorius Manteiro SVD, Bischof von Kupang. Sein Wahlspruch lautete Maranatha (deutsch: Komm Herr!)
Am 3. Februar 1984 wurde er zum Bischof von Atambua ernannt. Am 2. Juni 2007 nahm Papst Benedikt XVI. seinen altersbedingten Rücktritt an. Im Ruhestand lebte er in Bitauni.
Er starb kurz nach seinem 95. Geburtstag im Regionalkrankenhaus von Atambua.